# Список номинантов и лауреатов премии «Золотая маска» 2007 года
«Золотая маска» — российская национальная театральная премия и фестиваль. «Золотая маска» была учреждена Союзом театральных деятелей России (СТД РФ) в 1993 году (в некоторых источниках назван 1994 год) по инициативе народного артиста СССР М. А. Ульянова (председатель СТД РФ в 1986—1996 годах) и при участии его заместителя В. Г. Урина и драматурга В. В. Павлова.

## О премии
Премия присуждается на конкурсной основе один раз в год по итогам прошедшего театрального сезона за творческие достижения в области театрального искусства, вручается спектаклям всех жанров театрального искусства: драма, опера, балет, оперетта и мюзикл, кукольный театр.
Для определения соискателей премии «Золотая маска» создаётся экспертный совет из числа ведущих театральных критиков, специалистов союза театральных деятелей и его региональных организаций. Состав экспертного совета и его председатель утверждаются секретариатом СТД РФ. Для определения победителей — лауреатов из состава номинантов (тайным голосованием по результатам фестиваля) создаётся два профессиональных жюри — одно для спектаклей театра драмы и театров кукол и второе для спектаклей оперы, оперетты / мюзикла и балета. В состав жюри не могут входить создатели и исполнители спектаклей, участвующих в фестивале, а также члены экспертного совета.

## Лауреаты и события фестиваля «Золотая маска» 2007 года
В Москве 13-й фестиваль «Золотая маска» прошёл с 29 марта по 13 апреля 2007 года. В конкурсе приняли участие более 40 спектаклей из 10 городов России.

### Номинанты премии «Золотая маска» 2007 года
Председателем экспертного совета драматического театра и театра кукол стала театральный критик Марина Давыдова. В состав экспертного совета вошли: Ольга Глазунова (заведующая Кабинетом театров для детей и театров кукол СТД РФ), Екатерина Дмитриевская (театральный критик), Олег Лоевский (директор всероссийского фестиваля «Реальный театр»), Владимир Спешков (театральный критик), Александра Тучинская (театровед, театральный критик), Ирина Холмогорова (театральный критик), Алла Шендерова (театральный критик).
Председателем экспертного совета музыкального театра стала балетный критик Майя Крылова. В состав экспертного совета вошли: Юлия Бедерова (музыкальный обозреватель), Анна Ветхова (музыковед), Анна Галайда (балетный критик), Наталья Курюмова (балетный критик), Виолетта Майниеце (музыкальный критик), Сергей Ходнев (музыкальный критик), Марина Чистякова (музыкальный критик).
Таблица номинантов составлена на основании официального опубликованного списка, с группировкой по спектаклям. В таблице объединены в одну колонку номинации «лучшая женская роль» и «лучшая мужская роль».
Легенда:
  — Спектакль номинирован в номинации «Лучший спектакль»

«–» — Этот аспект спектакля не номинирован
| Конкурс спектаклей драматического театра (спектакль большой формы)               | Конкурс спектаклей драматического театра (спектакль большой формы) | Конкурс спектаклей драматического театра (спектакль большой формы) | Конкурс спектаклей драматического театра (спектакль большой формы) | Конкурс спектаклей драматического театра (спектакль большой формы) |
| -------------------------------------------------------------------------------- | ------------------------------------------------------------------ | ------------------------------------------------------------------ | ------------------------------------------------------------------ | ------------------------------------------------------------------ |
|                                                                                  |                                                                    |                                                                    |                                                                    |                                                                    |
| Спектакль/номинации                                                              | лучший спектакль                                                   | лучшая работа режиссёра                                            | лучшая роль                                                        | лучшая работа художника-постановщика                               |
|                                                                                  |                                                                    |                                                                    |                                                                    |                                                                    |
| «Гамлет» Театр имени А. П. Чехова, Москва                                        | –                                                                  | –                                                                  | –                                                                  | Александр Шишкин                                                   |
| «Дом Бернарды Альбы» Театр имени П. А. Ойунского, Якутск                         | зелёная ✓                                                          | Сюзанна Ооржак                                                     | Степанида Борисова (Бернарда Альба)                                | –                                                                  |
| «Затмение» Театр «Ленком», Москва                                                | зелёная ✓                                                          | Александр Морфов                                                   | Александр Абдулов (Макмерфи)                                       | Давид Боровский                                                    |
| «Король Лир» Малый драматический театр – Театр Европы, Санкт-Петербург           | зелёная ✓                                                          | Лев Додин                                                          | Алексей Девотченко (Шут) • Пётр Семак (Лир)                        | Давид Боровский                                                    |
| «Мнимый больной» Малый театр, Москва                                             | зелёная ✓                                                          | Сергей Женовач                                                     | Василий Бочкарев (Арган)                                           | –                                                                  |
| «Нелепая поэмка» Театр юного зрителя, Москва                                     | зелёная ✓                                                          | Кама Гинкас                                                        | Игорь Ясулович (Инквизитор)                                        | Сергей Бархин                                                      |
| «Похождение» Театр-студия под руководством Олега Табакова, Москва                | зелёная ✓                                                          | Миндаугас Карбаускис                                               | –                                                                  | Сергей Бархин                                                      |
| «Тартюф» Театр «Красный факел», Новосибирск                                      | зелёная ✓                                                          | Андрей Прикотенко                                                  | Игорь Белозеров (Тартюф) • Владимир Лемешонок (Оргон)              | Олег Головко                                                       |
| «Трамвай „Желание“» Театр юного зрителя, Москва                                  | зелёная ✓                                                          | Генриетта Яновская                                                 | Елена Лядова (Стела)                                               | Сергей Бархин                                                      |
|                                                                                  |                                                                    |                                                                    |                                                                    |                                                                    |
| Конкурс спектаклей драматического театра (спектакль малой формы)                 |                                                                    |                                                                    |                                                                    |                                                                    |
|                                                                                  |                                                                    |                                                                    |                                                                    |                                                                    |
| «Амиго» «Коляда-театр», Екатеринбург                                             | зелёная ✓                                                          | –                                                                  | –                                                                  | –                                                                  |
| «Господа Головлёвы» Театр имени А. П. Чехова, Москва                             | зелёная ✓                                                          | Кирилл Серебренников                                               | Алла Покровская (Головлёва) • Евгений Миронов (Порфирий Головлёв)  | –                                                                  |
| «Захудалый род» Театр «Студия театрального искусства», Москва                    | зелёная ✓                                                          | Сергей Женовач                                                     | Мария Шашлова (Варвара Протозанова)                                | –                                                                  |
| «Рассказ о семи повешенных» Театр-студия под руководством Олега Табакова, Москва | зелёная ✓                                                          | Миндаугас Карбаускис                                               | –                                                                  | Мария Митрофанова                                                  |
| «Трамвай „Желание“» Театр «Приют комедианта», Санкт-Петербург                    | зелёная ✓                                                          | Михаил Бычков                                                      | Александр Баргман (Ковальский)                                     | –                                                                  |
| «Федра. Золотой колос» Театр наций, Москва                                       | зелёная ✓                                                          | Андрей Жолдак                                                      | Мария Миронова (Федра)                                             | Тита Димова                                                        |

| Конкурс спектаклей театров оперы | Конкурс спектаклей театров оперы | Конкурс спектаклей театров оперы | Конкурс спектаклей театров оперы                                                       | Конкурс спектаклей театров оперы     | Конкурс спектаклей театров оперы |
| --- | -------------------------------- | -------------------------------- | -------------------------------------------------------------------------------------- | ------------------------------------ | -------------------------------- |
| |                                  |                                  |                                                                                        |                                      |                                  |
| Спектакль/номинации | лучший спектакль                 | лучшая работа режиссёра          | лучшая роль                                                                            | лучшая работа художника-постановщика | лучшая работа дирижёра           |
| |                                  |                                  |                                                                                        |                                      |                                  |
| «Бал-маскарад» Театр оперы и балета, Уфа                                                                                            | зелёная ✓                        | Уве Шварц                        | Альфия Каримова (Оскар) • Владимир Чеберяк (Риккардо)                                  | –                                    | Роберт Лютер                     |
| «Война и мир» Большой театр, Москва                                                                                                 | зелёная ✓                        | –                                | Екатерина Щербаченко (Наташа Ростова) • Борис Стаценко (Наполеон)                      | –                                    | Александр Ведерников             |
| «Волшебная флейта» Большой театр, Москва                                                                                            | зелёная ✓                        | Грэм Вик                         | Анна Аглатова (Памина) • Флориан Беш (Папагено)                                        | Пол Браун                            | –                                |
| «Норма» Новая опера, Москва | зелёная ✓                        | –                                | Татьяна Печникова (Норма)                                                              | –                                    | Феликс Коробов                   |
| «Пиковая дама» Театр оперы и балета, Челябинск                                                                                      | зелёная ✓                        | –                                | –                                                                                      | –                                    | –                                |
| «Поворот винта» Мариинский театр, Санкт-Петербург                                                                                   | зелёная ✓                        | Дэвид Маквикар                   | Ирина Васильева (гувернантка)                                                          | Татьяна Маккаллин                    | –                                |
| «Риголетто» Музыкальный театр, Ростов-на-Дону                                                                                       | зелёная ✓                        | –                                | Ирина Крикунова (Джильда) • Петр Макаров (Риголетто)                                   | –                                    | –                                |
| «Синдерелла, или Сказка о Золушке» Театр оперы и балета, Пермь                                                                      | зелёная ✓                        | –                                | –                                                                                      | –                                    | –                                |
| «Так поступают все женщины, или Школа влюбленных» Музыкальный театр имени К. С. Станиславского и Вл. И. Немировича-Данченко, Москва | зелёная ✓                        | Александр Титель                 | Наталья Мурадымова (Фьордилиджи) • Алексей Долгов (Феррандо) • Илья Павлов (Гульельмо) | Владимир Арефьев                     | Вольф Горелик                    |
| «Фальстаф» Мариинский театр, Санкт-Петербург                                                                                        | зелёная ✓                        | Кирилл Серебренников             | Татьяна Павловская (Алиса Форд) • Виктор Черноморцев (Фальстаф)                        | –                                    | –                                |

| Конкурс спектаклей оперетты / мюзикла                                                                 | Конкурс спектаклей оперетты / мюзикла | Конкурс спектаклей оперетты / мюзикла | Конкурс спектаклей оперетты / мюзикла                                                                                    | Конкурс спектаклей оперетты / мюзикла |
| --- | ------------------------------------- | ------------------------------------- | --- | ------------------------------------- |
| |                                       |                                       | |                                       |
| Спектакль/номинации                                                                                   | лучший спектакль                      | лучшая работа режиссёра               | лучшая роль | лучшая работа художника-постановщика  |
| |                                       |                                       | |                                       |
| «Маугли» Театр «Московская оперетта», Москва                                                          | зелёная ✓                             | –                                     | Александр Бабенко (Маугли)                                                                                               | –                                     |
| «Москва, Черемушки» Музыкальный театр имени К. С. Станиславского и Вл. И. Немировича-Данченко, Москва | зелёная ✓                             | Ирина Лычагина                        | Анастасия Бакастова (Люся)                                                                                               | –                                     |
| «Figaro» Театр музыкальной комедии, Екатеринбург                                                      | зелёная ✓                             | Дмитрий Белов                         | Мария Виненкова (Сюзанна) • Елена Костюкова (Керубино) • Владимир Алексеев (Граф Альмавива) • Александр Копылов (Фигаро) | Виктор Шилькрот и Ольга Шагалина      |

| Конкурс спектаклей балета                                          | Конкурс спектаклей балета | Конкурс спектаклей балета                              | Конкурс спектаклей балета                              |
| ------------------------------------------------------------------ | ------------------------- | ------------------------------------------------------ | ------------------------------------------------------ |
|                                                                    |                           |                                                        |                                                        |
| Спектакль/номинации                                                | лучший спектакль          | лучшая роль                                            | лучшая работа постановщика (балетмейстера/ хореографа) |
|                                                                    |                           |                                                        |                                                        |
| «Золушка» Театр оперы и балета, Новосибирск                        | зелёная ✓                 | –                                                      | Кирилл Симонов                                         |
| «Игра в карты» Большой театр, Москва                               | зелёная ✓                 | –                                                      | Алексей Ратманский                                     |
| «Кармен-сюита» Большой театр, Москва                               | зелёная ✓                 | Мария Александрова (Кармен)                            | –                                                      |
| «Русские сезоны» Театр оперы и балета, Новосибирск                 | зелёная ✓                 | –                                                      | Алла Сигалова                                          |
| «Ундина» Мариинский театр, Санкт-Петербург                         | зелёная ✓                 | Евгения Образцова (Ундина) • Леонид Сарафанов (Маттео) | Пьер Лакотт                                            |
| «Шинель» Мариинский театр, Санкт-Петербург                         | зелёная ✓                 | Андрей Иванов (Акакий Акакиевич)                       | Ноа Д. Гелбер                                          |
| «Экзерсис ХХ» Театр балета имени Леонида Якобсона, Санкт-Петербург | зелёная ✓                 | –                                                      | –                                                      |
|                                                                    |                           |                                                        |                                                        |
| Конкурс спектаклей балета (современный танец)                      |                           |                                                        |                                                        |
|                                                                    |                           |                                                        |                                                        |
| «Альфа-чайка» Театральный проект «Apparatus», Москва-Таллинн       | зелёная ✓                 | –                                                      | –                                                      |
| «Выше неба» «Эксцентрик-балет Сергея Смирнова», Екатеринбург       | зелёная ✓                 | –                                                      | –                                                      |
| «Не соло» Проект Владимира Голубева, Челябинск                     | зелёная ✓                 | –                                                      | –                                                      |
| «Одри» Театр современного танца, Челябинск                         | зелёная ✓                 | –                                                      | –                                                      |
| «Она едет на велосипеде» «Крепостной балет», Санкт-Петербург       | зелёная ✓                 | –                                                      | Елена Прокопьева                                       |

| Конкурс спектаклей театров кукол                             | Конкурс спектаклей театров кукол | Конкурс спектаклей театров кукол | Конкурс спектаклей театров кукол     | Конкурс спектаклей театров кукол |
| ------------------------------------------------------------ | -------------------------------- | -------------------------------- | ------------------------------------ | -------------------------------- |
|                                                              |                                  |                                  |                                      |                                  |
| Спектакль/номинации                                          | лучший спектакль                 | лучшая работа режиссёра          | лучшая работа художника-постановщика | лучшая актёрская работа          |
|                                                              |                                  |                                  |                                      |                                  |
| «Вий» Большой театр кукол, Санкт-Петербург                   | зелёная ✓                        | Руслан Кудашов                   | Алевтина Торик и Андрей Запорожский  | Денис Пьянов (Хома Брут)         |
| «Золоченые лбы» Театр кукол Республики Карелия, Петрозаводск | зелёная ✓                        | Алексей Смирнов                  | Екатерина Петухова                   | Любовь Бирюкова (Она)            |
| «Робин Бобин» Театр «Кукольный формат», Санкт-Петербург      | зелёная ✓                        | –                                | Анна Викторова                       | –                                |

| Новация | Новация          |
| --- | ---------------- |
| |                  |
| Спектакль/номинации | лучший спектакль |
| |                  |
| «Донкий Хот» Театр «Школа драматического искусства», Москва                                                                                            | зелёная ✓        |
| «Кецаль» Театр «Дерево», Санкт-Петербург — Дрезден | зелёная ✓        |
| «Орфей» Ансамбль солистов «OPUS-POST» и театр «Тень», Москва                                                                                           | зелёная ✓        |
| «Переход» Центр драматургии и режиссуры и «Студия SounDrama», Москва                                                                                   | зелёная ✓        |
| «Фауст в кубе. 2360 слов» Театр «АХЕ», Санкт-Петербург                                                                                                 | зелёная ✓        |
| «Эйнштейн и Маргарита, или обретенное в переводе» Проект Дмитрия Пригова, Ираиды Юсуповой, Александра Долгина, Веры Павловой и Стивена Сеймура, Москва | зелёная ✓        |

### Лауреаты премии «Золотая маска» 2007 года
Председателем жюри драматического театра и театра кукол стал режиссёр Адольф Шапиро. В состав жюри вошли: Анатолий Галаов (актёр), Роман Должанский (театральный критик), Олег Зинцов (театральный критик), Евгений Ибрагимов (режиссёр театра кукол), Игорь Игнатьев (режиссёр театров кукол), Елена Карась (театральный критик), Евгений Князев (актёр), Ксения Кутепова (актриса), Михаил Окунев (актёр), Александр Орлов (художник-сценограф), Наталья Пивоварова (профессор кафедры истории театра России РАТИ (ГИТИС)), Инна Соловьёва (театральный критик), Вениамин Фильштинский (театральный педагог, режиссёр).
Председателем жюри музыкальных театров выступил дирижёр Юрий Кочнев. В состав жюри вошли: Олег Виноградов (хореограф), Александр Выскрибинцев (певец), Ольга Гердт (балетный критик), Наталья Загоринская (певица), Татьяна Кузовлева (историк балета, критик), Екатерина Максимова (балетмейстер-педагог), Ольга Манулкина (оперный критик), Розетта Немчинская (художественный руководитель-профессор РАТИ (ГИТИС)), Александр Пантыкин (композитор и музыкант), Семён Пастух (художник), Александр Петров (режиссёр), Андрей Тимофеев (балетмейстер), Елена Третьякова (оперный критик).
Церемония вручения премии «Золотая маска» состоялась 14 апреля на сцене Музыкального театра имени К. С. Станиславского и Вл. И. Немировича-Данченко. Режиссёром церемонии выступил Дмитрий Черняков. Церемония вручения началась с минуты молчания, посвящённой памяти Олега Шейнциса и Михаила Ульянова. Было вручено 36 «Золотых масок».
Театральный критик Марина Давыдова отметила ориентированность фестиваля на западную театральную сцену. Так главными событиями «Золотой маски» 2007 года она назвала постановки зарубежных спектаклей «Карьера Артуро Уи», «Долгая жизнь» и «Соня», которые не участвовали в конкурсе, но, несмотря на это, задали ему высокую планку. В церемонии вручения, в которой приняли участие такие европейские звёзды первой величины, как Феруччи Солери, Джон Ноймайер и Деклан Доннеллан, критик также усмотрела стремление развить и обогатить идею «выйти из национальных берегов». Зав. отделом культуры «Независимой газеты» Марина Гайкович посчитала, что таким образом режиссёру церемонии Дмитрию Чернякову удалось подчеркнуть значимость вручаемой награды, хотя с другой стороны чьи-то успехи на фоне выдающихся деятелей мирового театра могли показаться менее впечатляющими. По словам Марины Давыдовой, результаты фестиваля явно показали всё большее приближение к Европе московских и петербургских театров, получивших практически все награды, и заметное отставание от них театров других крупных российских городов.
Таблица лауреатов составлена на основании положения о премии (от октября 2000 года) и официального опубликованного списка лауреатов.
Легенда:
     — Лауреаты премий в основных номинациях

     — Лауреаты премий в частных номинациях

 — Премия не присуждалась
| Конкурс                                                          | Номинация                                               | Победитель                                 | Произведение (роль)                                       | Театр (учреждение)                                                                |
| ---------------------------------------------------------------- | ------------------------------------------------------- | ------------------------------------------ | --------------------------------------------------------- | --------------------------------------------------------------------------------- |
|                                                                  |                                                         |                                            |                                                           |                                                                                   |
| Конкурс спектаклей драматического театра                         | Лучший спектакль большой формы                          | «Мнимый больной»                           | «Мнимый больной»                                          | Малый театр, Москва                                                               |
| Конкурс спектаклей драматического театра                         | Лучший спектакль малой формы                            | «Захудалый род»                            | «Захудалый род»                                           | Студия театрального искусства, Москва                                             |
| Конкурс спектаклей драматического театра                         | Лучшая работа режиссёра                                 | Сергей Женовач                             | «Захудалый род»                                           | Студия театрального искусства, Москва                                             |
| Конкурс спектаклей драматического театра                         | Лучшая работа художника-постановщика                    | Давид Боровский                            | «Король Лир»                                              | Малый драматический театр — театр Европы, Санкт-Петербург                         |
| Конкурс спектаклей драматического театра                         | Лучшая женская роль                                     | Мария Миронова                             | «Федра. Золотой колос», (Федра)                           | Театр Наций, Москва                                                               |
| Конкурс спектаклей драматического театра                         | Лучшая мужская роль                                     | Евгений Миронов                            | «Господа Головлёвы» (Порфирий Головлев)                   | МХАТ им. А. П. Чехова, Москва                                                     |
|                                                                  |                                                         |                                            |                                                           |                                                                                   |
| Конкурс спектаклей театров оперы                                 | Лучший спектакль                                        | «Поворот винта»                            | «Поворот винта»                                           | Мариинский театр, Санкт-Петербург                                                 |
| Конкурс спектаклей театров оперы                                 | Лучшая работа режиссёра                                 | Александр Титель                           | «Так поступают все»                                       | Музыкальный театр имени К. С. Станиславского и Вл. И. Немировича-Данченко, Москва |
| Конкурс спектаклей театров оперы                                 | Лучшая работа дирижёра                                  | Вольф Горелик                              | «Так поступают все»                                       | Музыкальный театр имени К. С. Станиславского и Вл. И. Немировича-Данченко, Москва |
| Конкурс спектаклей театров оперы                                 | Лучшая женская роль                                     | Татьяна Печникова                          | «Норма» (Норма)                                           | «Новая опера», Москва                                                             |
| Конкурс спектаклей театров оперы                                 | Лучшая мужская роль                                     | Флориан Беш                                | «Волшебная флейта», (Папагено)                            | Большой театр, Москва                                                             |
|                                                                  |                                                         |                                            |                                                           |                                                                                   |
| Конкурс спектаклей оперетты / мюзикла                            | Лучший спектакль                                        | «Figaro»                                   | «Figaro»                                                  | Театр музыкальной комедии, Екатеринбург                                           |
| Конкурс спектаклей оперетты / мюзикла                            | Лучшая работа режиссёра                                 | N [ 12 ]                                   | N [ 12 ]                                                  | N [ 12 ]                                                                          |
| Конкурс спектаклей оперетты / мюзикла                            | Лучшая работа дирижёра                                  | N [ 13 ]                                   | N [ 13 ]                                                  | N [ 13 ]                                                                          |
| Конкурс спектаклей оперетты / мюзикла                            | Лучшая женская роль                                     | Елена Костюкова                            | «Figaro» (Керубино)                                       | Театр музыкальной комедии, Екатеринбург                                           |
| Конкурс спектаклей оперетты / мюзикла                            | Лучшая мужская роль                                     | Александр Бабенко                          | «Маугли» (Маугли)                                         | «Московская оперетта», Москва                                                     |
|                                                                  |                                                         |                                            |                                                           |                                                                                   |
| Конкурс спектаклей балета                                        | Лучший спектакль балета                                 | «Золушка»                                  | «Золушка»                                                 | Театр оперы и балета, Новосибирск                                                 |
| Конкурс спектаклей балета                                        | Лучший спектакль современного танца                     | N [ 12 ]                                   | N [ 12 ]                                                  | N [ 12 ]                                                                          |
| Конкурс спектаклей балета                                        | Лучшая работа постановщика (балетмейстера/хореографа)   | Алексей Ратманский                         | «Игра в карты»                                            | Большой театр, Москва                                                             |
| Конкурс спектаклей балета                                        | Лучшая женская роль                                     | Евгения Образцова                          | «Ундина» (Ундина)                                         | Мариинский театр, Санкт-Петербург                                                 |
| Конкурс спектаклей балета                                        | Лучшая мужская роль                                     | Андрей Иванов                              | «Шинель» (Акакий Акакиевич)                               | Мариинский театр, Санкт-Петербург                                                 |
|                                                                  |                                                         |                                            |                                                           |                                                                                   |
| Конкурс спектаклей театров кукол                                 | Лучший спектакль                                        | «Робин — Бобин»                            | «Робин — Бобин»                                           | «Кукольный формат», Санкт-Петербург                                               |
| Конкурс спектаклей театров кукол                                 | Лучшая работа режиссёра                                 | N [ 12 ]                                   | N [ 12 ]                                                  | N [ 12 ]                                                                          |
| Конкурс спектаклей театров кукол                                 | Лучшая работа художника                                 | Анна Викторова                             | «Робин — Бобин»                                           | «Кукольный формат», Санкт-Петербург                                               |
| Конкурс спектаклей театров кукол                                 | Лучшая актёрская работа                                 | Любовь Бирюкова                            | «Золоченые лбы» (Она)                                     | Театр кукол Республики Карелия, Петрозаводск                                      |
|                                                                  |                                                         |                                            |                                                           |                                                                                   |
| Из номинантов на звание «Лучший спектакль» — музыкальных театров | Лучшая работа художника в музыкальном театре            | Владимир Арефьев                           | «Так поступают все»                                       | Музыкальный театр имени К. С. Станиславского и Вл. И. Немировича-Данченко, Москва |
|                                                                  |                                                         |                                            |                                                           |                                                                                   |
| Новация                                                          | Лучший спектакль                                        | «Кетцаль»                                  | «Кетцаль»                                                 | «Дерево», Санкт-Петербург — Дрезден                                               |
|                                                                  |                                                         |                                            |                                                           |                                                                                   |
| Специальные премии                                               |                                                         |                                            |                                                           |                                                                                   |
|                                                                  |                                                         |                                            |                                                           |                                                                                   |
| Специальные премии жюри                                          |                                                         |                                            |                                                           |                                                                                   |
| За тонкость и глубину искусства молодой актрисы                  | Мария Шашлова                                           | «Захудалый род», (Варвара Протазанова)     | Студия театрального искусства, Москва                     |                                                                                   |
| За мощь и полноту самоотдачи                                     | Петр Семак                                              | «Король Лир», (Лир)                        | Малый драматический театр — театр Европы, Санкт-Петербург |                                                                                   |
| За яркое вополощение партитуры С. С. Прокофьева                  | Теодор Курентзис                                        | «Золушка»                                  | Театр оперы и балета, Новосибирск                         |                                                                                   |
| За дебют                                                         | Максим Аксенов                                          | «Пиковая дама» (Герман)                    | Театр оперы и балета, Челябинск                           |                                                                                   |
| Приз критики                                                     | «Рассказ о семи повешенных»                             | «Рассказ о семи повешенных»                | Театр п/р О. Табакова, Москва                             |                                                                                   |
| Приз зрительских симпатий Nescafe Gold                           | «Затмение»                                              | «Затмение»                                 | «Ленком», Москва                                          |                                                                                   |
| Лучший зарубежный спектакль, показанный в России в 2006 г.       | «Долгая жизнь»                                          | «Долгая жизнь»                             | Новый Рижский театр, Латвия                               |                                                                                   |
|                                                                  |                                                         |                                            |                                                           |                                                                                   |
| За честь и достоинство                                           | Марина Тимофеевна Семёнова • Владимир Дмитриевич Гуляев | За поддержку театрального искусства России | За поддержку театрального искусства России                | губернатор Ростовской области Владимир Чуб                                        |